# Howella
Howella es un género de peces de la familia Howellidae, del orden Perciformes. Este género marino fue descrito por primera vez en 1899 por James Douglas Ogilby.

## Especies
Especies reconocidas del género:
- Howella atlantica Post & Quéro, 1991
- Howella brodiei J. D. Ogilby, 1899
- Howella pammelas (Heller & Snodgrass, 1903)
- Howella parini Fedoryako, 1976
- Howella sherborni (Norman, 1930)
- Howella zina Fedoryako, 1976